# Битва при Ярмуке
Битва при Ярмуке (араб. معركة اليرموك‎, греч. Ιερομυκησ, Иеромукос) — шестидневное сражение между Византией и Праведным Халифатом за контроль над Сирией в ходе мусульманского завоевания Сирии и Палестины, завершившееся 20 августа 636 года.

## Предыстория
В 634 году мусульмане завоевали Дамаск и большинство городов южной Сирии. Византийский император Ираклий I собрал армию для отвоевания Сирии. Численность армий и в целом описание сражения сильно отличаются в византийских и арабских источниках.
Численность византийской армии разными источниками называлась в 40 тысяч, 100 тысяч, и явно преувеличенные 200 тысяч (100 тысяч византийцев и 100 тысяч армян) или даже 400 тысяч человек. Мусульмане противопоставили им от 20 тысяч до 40 тысяч воинов.
Историк О. Г. Большаков оценивал численность мусульманской армии в 24-27 тысяч, а византийской — в полтора-два раза больше.
Византийские авторы упоминают двух командующих своей армией — сакеллария (казначея) евнуха Феодора Трифориуса и армянского полководца Ваана (Вагана).
Мусульманским войском командовал Халид ибн аль-Валид, один из сподвижников Мухаммада.

## Ход сражения
Битва при Ярмуке продолжалась три полных дня (не считая двух дней, когда боёв не было). Центром арабского войска командовал Абу Убайда ибн аль-Джаррах, правым флангом — Муаз ибн Джабаль, левым — Наффас ибн Усама аль-Кинани. Во главе пехоты стоял Хашим ибн Утба (племянник Саада ибн Абу Ваккаса). Внутри эти основные корпуса делились на мелкие племенные отряды, каждый из которых имел своё знамя. В центре стояли сводный отряд из тысячи сподвижников Пророка, сводный отряд пехоты и аздиты. На правом фланге стояли йеменские племена. На левом фланге — в основном североарабские племена и североаравийские и сирийские племена с южноарабской генеалогией. Важнейшей ударной силой армии, кавалерией, разделённой на четыре группы, командовал сам Халид ибн аль-Валид. Лагерь арабов, со всем имуществом и семьями, находился на высоком холме.
В первый день, после кавалерийских атак с обеих сторон, византийский левый фланг атаковал правый фланг арабской армии, две атаки были отбиты, но после третьей йеменцы побежали в сторону лагеря. Оставались лишь отдельные островки сопротивления вокруг племенных знаменосцев. Византийцы ворвались в лагерь, но беглецы, которых арабские женщины встречали руганью и кольями от палаток, опомнились и стали обороняться. Подоспевшая кавалерия отбросила византийцев на исходную позицию. Попытка византийцев опрокинуть левый фланг также потерпела неудачу. Византийским атакам препятствовал пыльный ветер из пустыни и солнце, светившее в глаза. Воины завязывали рот и нос, чтобы спастись от пыли. Во время контратаки Халида погиб командующий правым флангом византийцев, Ибн Канатир, арабы нашли его с закутанной в плащ головой, и это породило рассказ о том, что он закрыл лицо, чтобы не видеть позора поражения.
Византийским войскам, в отличие от сплочённой религиозным духом арабской армии, мешало внутреннее соперничество между командирами. Арабские источники отмечали, что будто бы Григорий[кто?] приказал Ибн Канатиру (или наоборот) атаковать мусульман, но тот ответил, что он такой же командир, и не подчинился приказу. В арабском историческом предании указано событие, изложенное и в «Истории» Феофана Исповедника, согласно которому после поражения, нанесённого арабами Феодору Сакелларию, войска Ваана восстали и объявили своего командующего императором. Раздором воспользовались мусульмане, напавшие и разгромившие Ваана.
Во второй половине дня византийские конные лучники подвергли наступающие арабские соединения интенсивным обстрелам с целью нарушить их замысел. Как рассказывает Аль-Вакиди, в результате этого многие наступающие были лишены зрения, и наступление в этом направлении захлебнулось. Мусульмане отступили для того, чтобы реорганизоваться и вновь пойти в атаку. На этот раз она оказалась удачной: утраченные позиции были возвращены, а византийцы стали отступать.
К исходу третьего дня боёв арабская кавалерия совершила прорыв по правому флангу и вышла в тылу византийцев к переправе через вади Руккад. Утомлённая многодневным сражением, византийская армия бросилась в паническое бегство в густой пыли в предвечернее время (арабские историки говорят о густом тумане). Отступавшие, преследуемые конницей и не видевшие дороги, падая с обрывистых берегов вади Руккад и Ярмука, насмерть разбивались о камни.
Оба византийских предводителя, Ваган и Феодор, пали в битве при Ярмуке.

## Последствия
Следствием поражения византийцев при Ярмуке было подчинение мусульманами всей Палестины. Мусульманские войска осадили Иерусалим. Доведённый до крайности, патриарх Иерусалимский Софроний согласился на капитуляцию и сдал город лично халифу Умару. Известны в этом случае кротость и великодушие Умара. Жители города получили свободу совести; они обязаны были платить только умеренную подать. Христианские церкви остались неприкосновенны. Ещё до взятия города большая часть церковной утвари была отправлена морем в Константинополь. Иерусалим был взят арабами в 637 году.